# شیرلینگ
شیرلینگ (به آلمانی: Schierling) یک شهر در آلمان است که در بایرن واقع شده‌است.

## خصوصیات
شیرلینگ ۷۷٫۶۲ کیلومترمربع مساحت دارد ۳۸۱ متر بالاتر از سطح دریا واقع شده‌است.